# Prunus kingdonwardii
Prunus kingdonwardii — вид квіткових рослин з родини трояндових (Rosaceae). Ареал охоплює такі країни: М'янма.

## Середовище
Інформація про середовище існування та екологію цього виду дерев відсутня.